# Estadi d'Anoeta
|  | «Anoeta» redirigeix aquí. Vegeu-ne altres significats a «Anoeta (Guipúscoa)». |

L'Estadi Municipal d'Anoeta és un estadi de futbol de Sant Sebastià, a Euskadi, propietat de l'Ajuntament de la ciutat. Té actualment el nom de Reale Arena per motius d'esponsorització. Hi juga els seus partits com a local la Reial Societat.
Situat dins la Ciutat esportiva d'Anoeta, ser inaugurat el 13 d'agost de 1993, per substituir l'antic l'estadi d'Atotxa. El camp té una capacitat de 40.000 espectadors i unes dimensions de 105x70m.